# Обтюратор (ракетна техніка)
Обтюратор — частина стартового комплексу деяких зразків ракетної техніки (наприклад, в пусковому обладнанні ракети «Поларіс»)
При старті під обтюратор подається стиснене повітря великого тиску. Обтюратор починає прискорювати ракету, яка своєю головною частиною скидає (виштовхує) кришку контейнера і далі за інерцією виходить з пускової шахти.